# Museumplein
La Museumplein, en français la place du Musée, est l'une des principales places de la ville d'Amsterdam, capitale des Pays-Bas. Elle est située dans le Museumkwartier qui fait partie de l'arrondissement Zuid, au sud de la limite avec le centre-ville.
Elle doit son nom au Rijksmuseum Amsterdam, inauguré en 1885 et au pied duquel elle s'étend par une étendue d'eau. Plusieurs autres musées majeurs sont aujourd'hui situés autour de la place, dont le Stedelijk Museum et le musée Van-Gogh, ainsi que la salle du Concertgebouw. Son positionnement central en fait l'un des centres névralgiques de la ville. Elle abrite également plusieurs manifestations culturelles au cours de l'année, notamment l'Uitmarkt.

## Histoire
Le nom de Museumplein est officiellement adopté en 1903. Jusqu'en 1936, le Club de patinage sur glace d'Amsterdam (Amsterdamse IJsclub) louait la pelouse à la ville. Au cours de la Seconde Guerre mondiale, plusieurs bunkers y sont construits. Ils sont détruits entre 1946 et 1953.
En 1953, une voie pavée est construite sans le prolongement du passage situé sous le Rijksmuseum. Elle prend rapidement le nom de « plus courte autoroute des Pays-Bas ». Pendant près de trente ans, un petit bâtiment détenu par la KLM y sert de point de départ pour les bus se rendant à l'aéroport de Schiphol. L'ouverture de la ligne de chemin de fer de Weesp à Leyde en 1981 marque cependant sa disparition. Au cours des années 1970, il est proposé de construire une station souterraine pour la ligne ferroviaire (Schipholspoorlijn) à proximité du musée (sous le Boerenwetering), mais le coût trop élevé, ainsi que les protestations des habitants empêchent le projet de prendre forme.

## Utilisation de la place
Du fait de sa localisation très centrale et de la présence des musées, la place accueille un nombre important de touristes. Elle est cependant également depuis des décennies utiliée quotidiennement par les habitants de la ville comme espace de détente, les pelouses permettant de pratiquer des sports comme le frisbee, le football ou encore la pétanque. La place abrite également une rampe de skateboard.
Depuis son réaménagement par l'urbaniste suédois Sven-Ingvar Andersson en 1999, la place abrite également un bassin à proximité du Rijksmuseum, autour duquel se trouvent plusieurs terrasses ainsi qu'une boutique de souvenirs des musées. Avec les travaux de 1999, la place perdit également sa fonction d'axe de circulation. Elle n'est aujourd'hui plus traversée que par quelques pistes cyclables.

## Manifestations et événements
En plus de sa fonction d'espace de détente, la place constitue un espace de premier plan pour l'accueil de manifestations culturelles et sportives. Elle constitue ainsi l'un des principaux points de rassemblement de la foule lors de la Fête Nationale, le festival culturel de l'Uitmarkt ou encore lors de manifestations. Le 21 novembre 1981, elle accueillit l'une des plus grosses manifestations de l'histoire des Pays-Bas, à l'occasion d'un rassemblement contre la prolifération des armes qui attira quelque 400 000 personnes.
Lors de manifestations sportives de premier plan, comme la coupe du monde de football, la place accueille également des écrans géants diffusant les matches de l'équipe nationale des Pays-Bas.

## Galerie

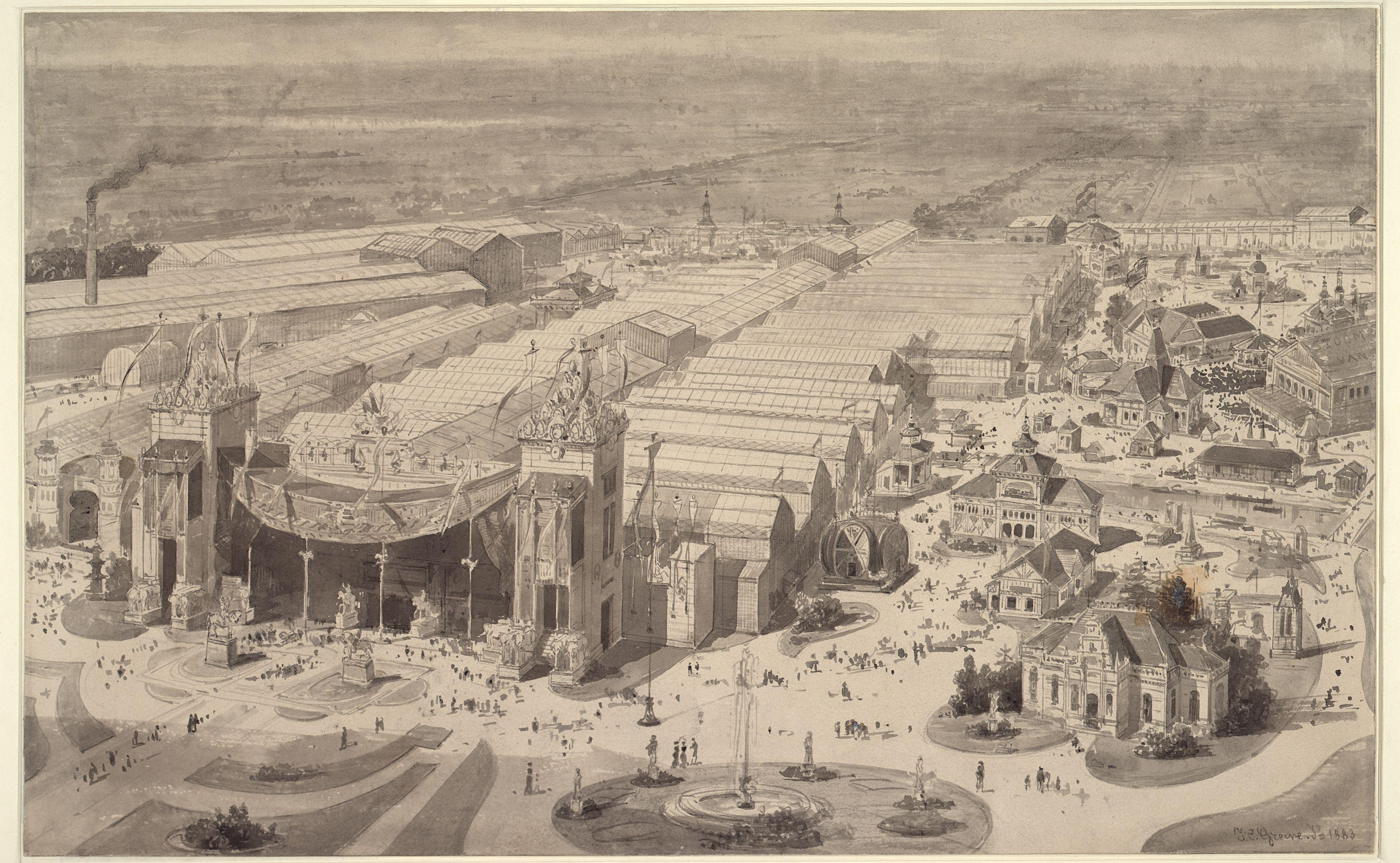
Exposition internationale coloniale et d'exportation en 1883
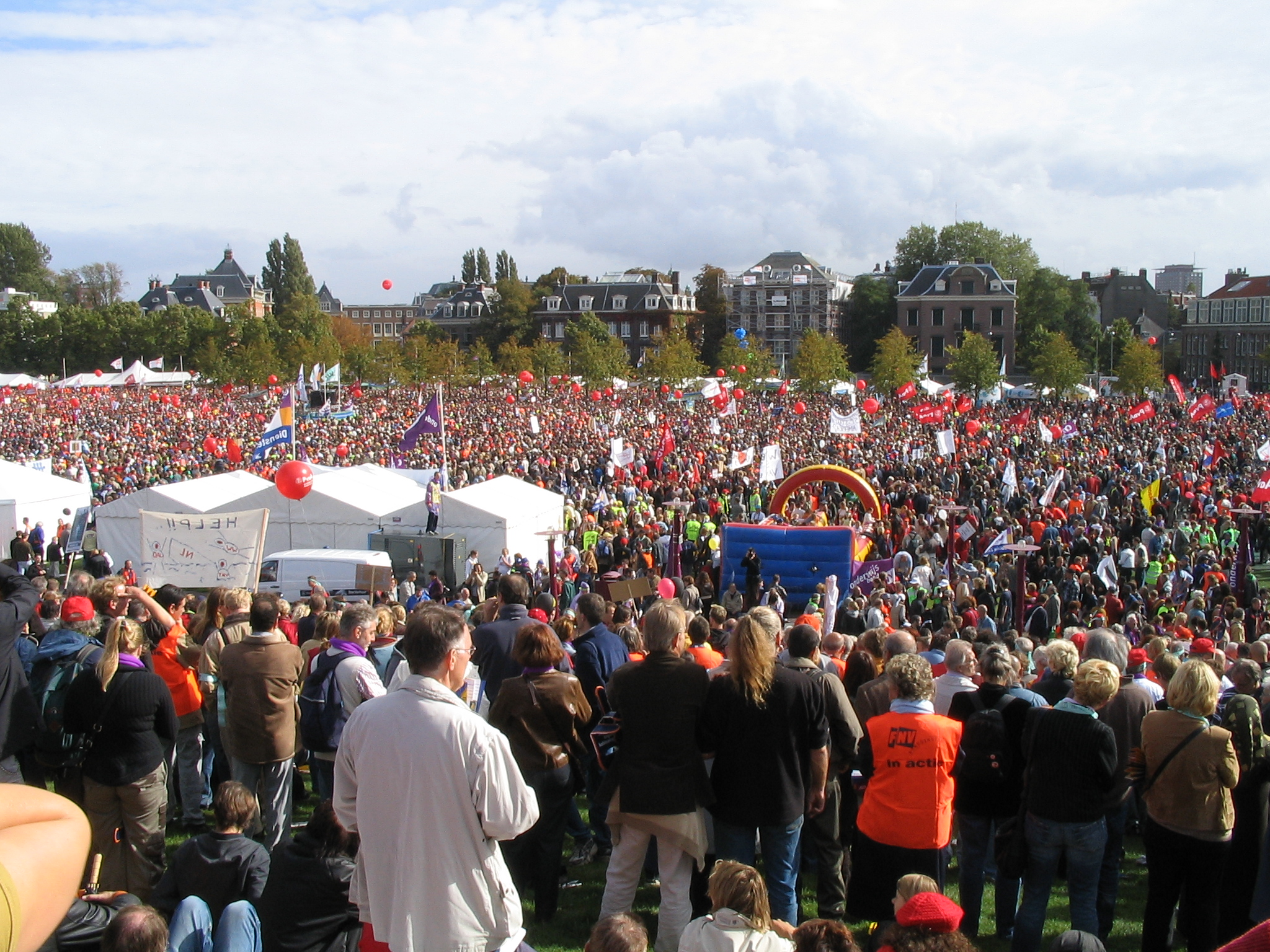
Manifestation contre les politiques gouvernementales en 2004
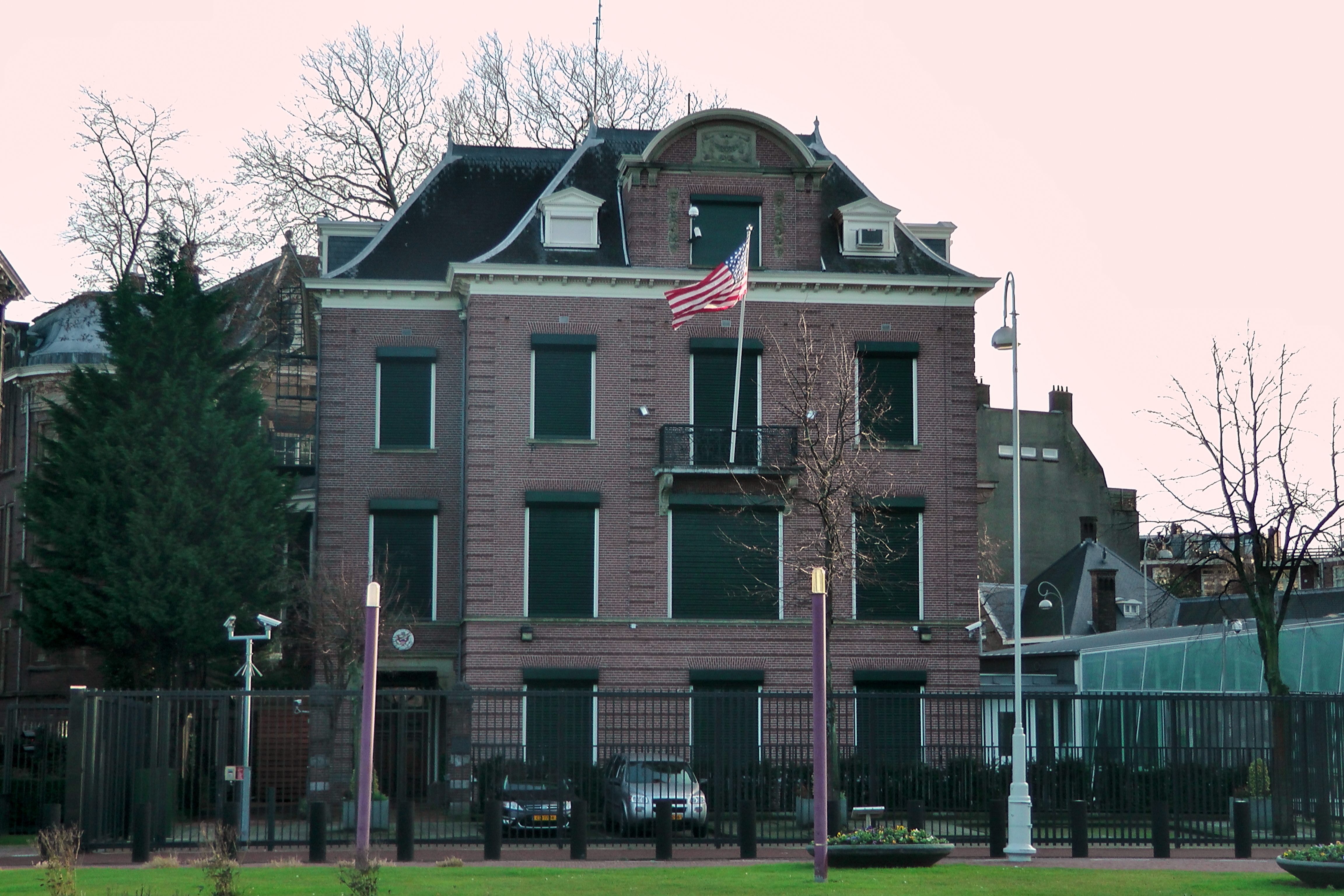
Consulat général des États-Unis à Amsterdam Museumplein
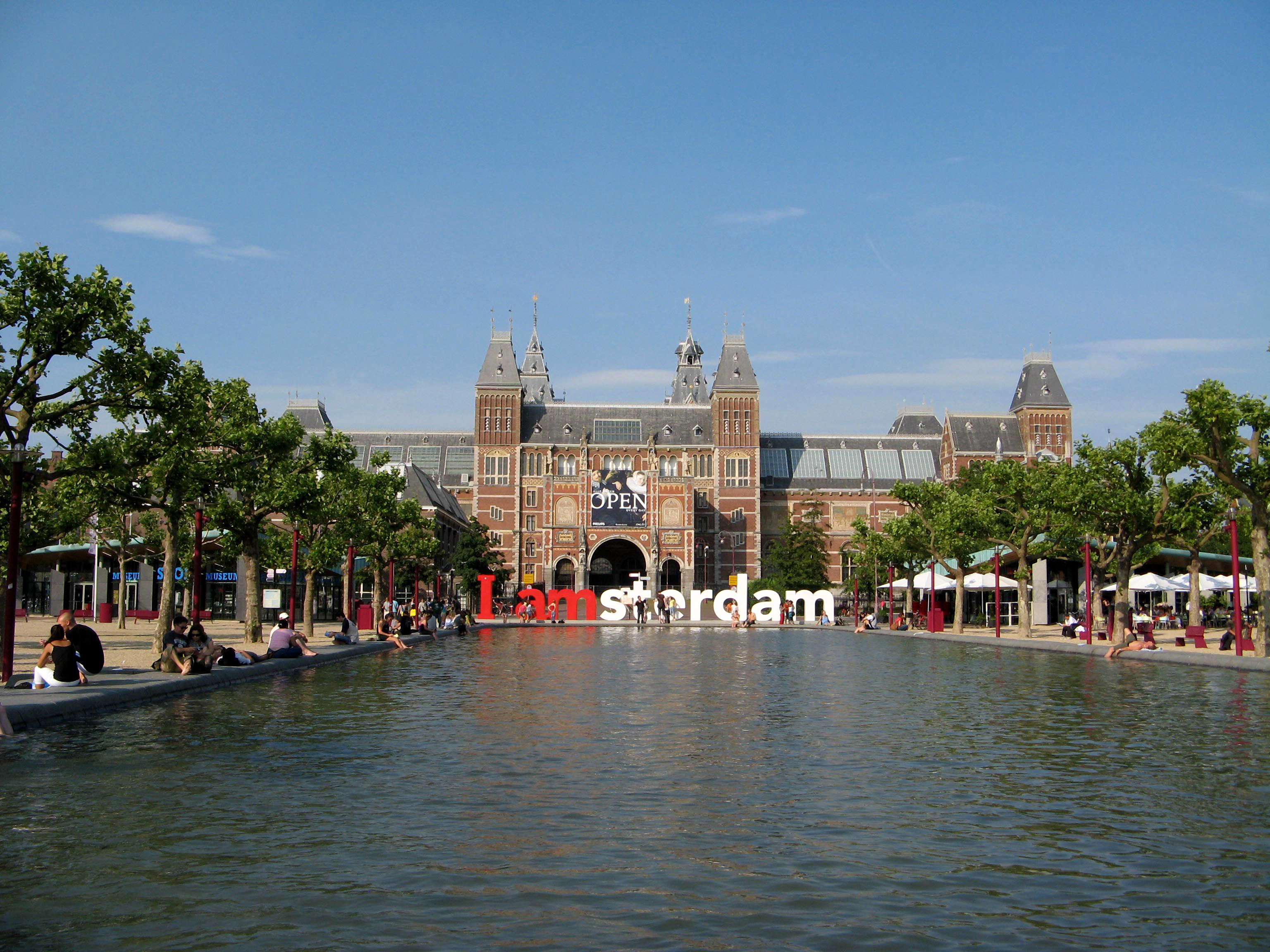
I Amsterdam logo